# Kladská

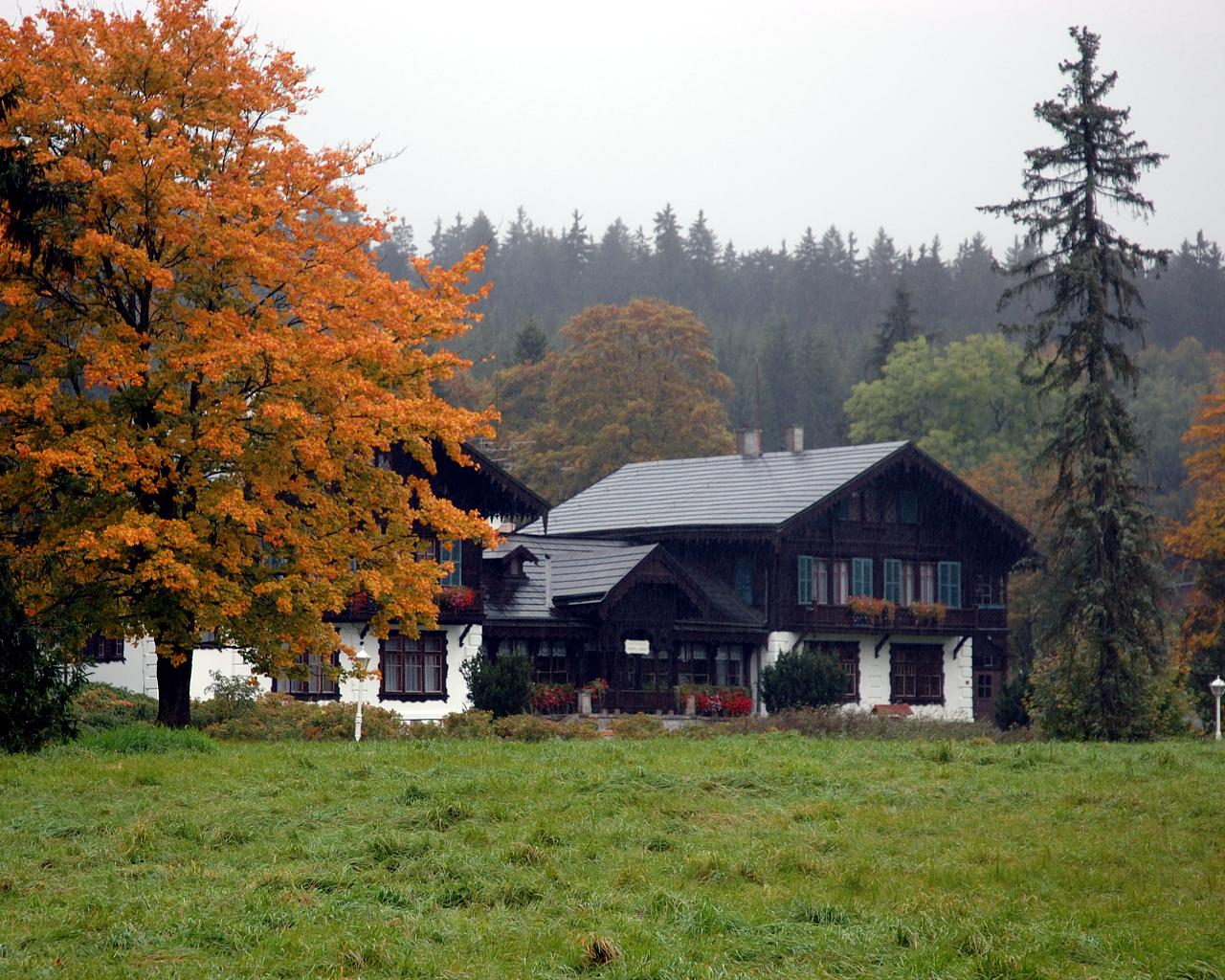
Forsthaus Kladská

Kladská (deutsch Glatzen) ist ein Ortsteil von Marienbad in Tschechien.

## Geschichte
Nachdem Otto Friedrich von Schönburg-Waldenburg am 15. Juli 1865 Teile des Kaiserwaldes erworben hatte, ließ er das Gebiet aufforsten und durch neue Wege erschließen. Ab 1873 ließ Otto Friedrich das repräsentative Jagdschloss Glatzen im alpenländischen Stil anlegen. Nach 1878 entstand um das Jagdschloss eine kleine Ansiedlung gleicher Bauweise. Heute dienen die im Alpenstil erbauten Holzhäuser vor allem dem Tourismus. Bemerkenswert ist das in der Umgebung befindliche Naturreservat Kladské rašeliny („Glatzener Moor“), welches dem Schutz der ausgedehnten Hochmoorflächen und vor allem dem Schutz der Heilquellen von Marienbad dient.

### Einwohnerentwicklung
1991 hatte der Ort 66 Einwohner. Im Jahre 2001 bestand das Dorf aus 14 Häusern, in denen 67 Menschen lebten.